# András Bodrogligeti
András J. E. Bodrogligeti (* 5. August 1925 in Tiszaigar, Komitat Jász-Nagykun-Szolnok, Ungarn; † 6. Dezember 2017 in Falls Church, Virginia) war ein US-amerikanischer Turkologe und Sprachwissenschaftler ungarischer Herkunft.

## Leben
András Bodrogligeti erlangte seinen Masterabschluss im Jahr 1957 und seinen PhD 1963. 1967 emigrierte er in die USA, wo er 30 Jahre lang Professor für Turkologie an der University of California, Los Angeles war. Von 1978 bis 1981 amtierte er als Vorsitzender des Instituts für Sprachen und Kulturen des nahen Ostens. 1985 erhielt er ein Guggenheim-Stipendium und gründete später das John D. Soper Central Asian Language Institute, ebenfalls an der Universität Los Angeles. Zudem war er Professor an der Eötvös-Loránd-Universität Budapest und diente dem ungarischen Außenministerium sowie den ungarischen Streitkräften als Übersetzer. Er soll 39 Sprachen und Dialekte fließend beherrscht haben.
Forschungsschwerpunkte Bodrogligetis waren die Kulturgeschichte Zentralasiens sowie die karlukischen Sprachen, vor allem Tschagataisch und Usbekisch. Ferner übersetzte er das choresm-türkische Gulistān biʼt-Turkī von Sayf-i Sarāyī ins Englische.

## Werke (Auswahl)
- A Grammar of Chagatay. LINCOM EUROPA, München 2001, ISBN 389586563X.
- An Academic Reference Grammar of Modern Literary Uzbek. Vol. I. Lincom, München 2003, ISBN 9783895866944.
- An Academic Reference Grammar of Modern Literary Uzbek. Vol. II. Lincom, München 2003, ISBN 9783895867101.